# Carl Hammarlund (idrottare)
Carl Hammarlund var en svensk friidrottare.
Hammarlund tog SM-guld på 400 meter 1905. Han tävlade för IFK Kristianstad.